# Fürstliches Landgericht

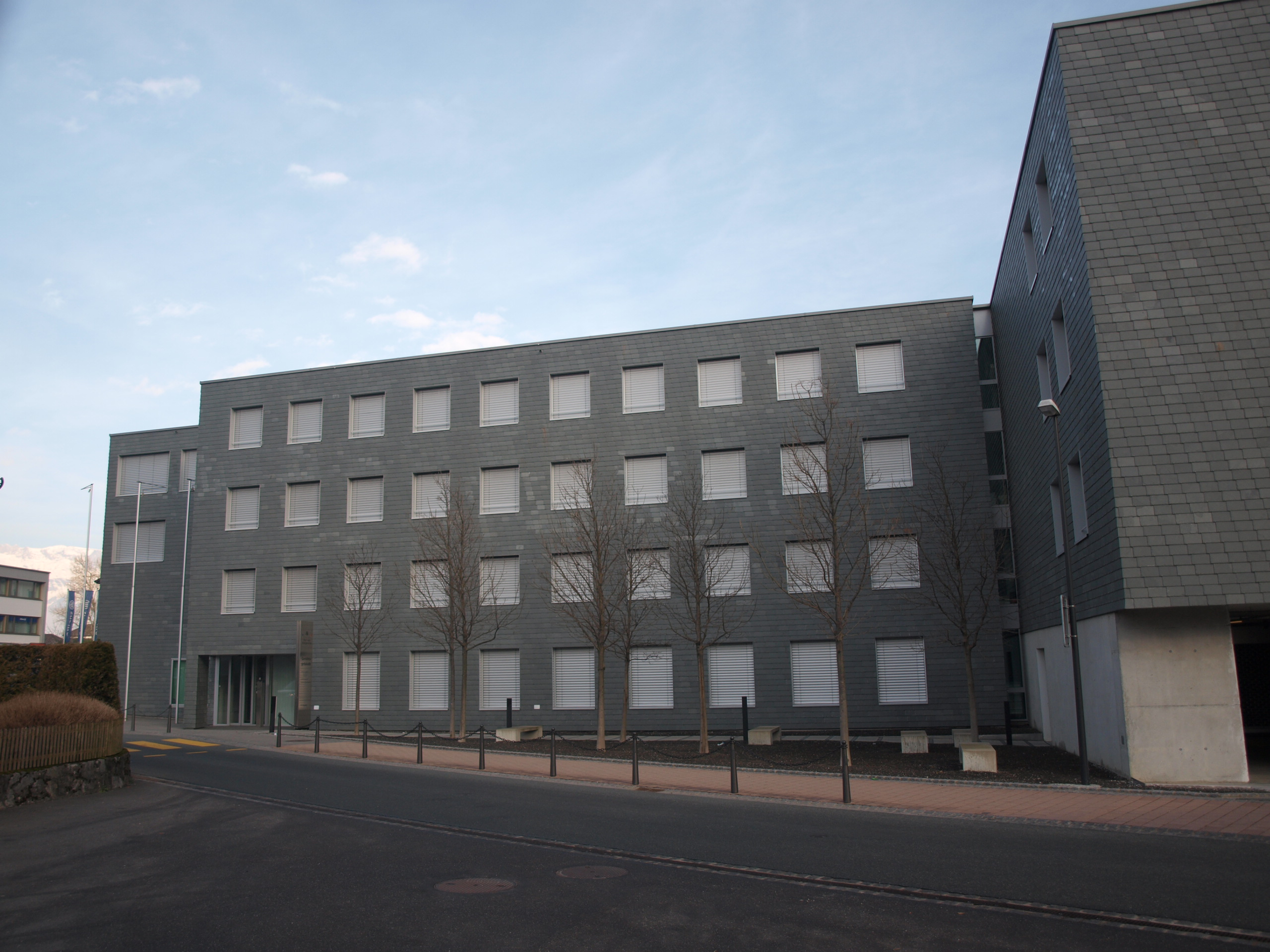
Landgericht in Vaduz, Spaniagasse – von Osten gesehen.

Das Fürstliche Landgericht ist ein Gericht im Fürstentum Liechtenstein. In der liechtensteinischen Gerichtsorganisation stellt es die erste Instanz in Zivil- und Strafsachen dar, dabei ist es auch Jugendgericht. Das Gericht ist für Verhandlungen von Einzel- und Kollegialgerichtssachen ausgestattet. Übertretungen und Vergehen werden vor einem Einzelrichter verhandelt, Verbrechen sind einem Kriminalgericht vorbehalten.
Weitere Zuständigkeiten des Gerichts sind die Ausgabe von Beglaubigungen und Strafregisterauszügen sowie Gerichtsvollzug und Strafvollstreckung.
Der Sitz des Landgerichtes ist Vaduz. Im Gebäude des Landgerichts sind auch das Obergericht mit drei Senaten als zweite sowie der Oberste Gerichtshof als dritte Instanz der ordentlichen Gerichtsbarkeit untergebracht.